# Acta Sanctorum
Acta Sanctorum су најстарија едиција историјских извора у правом смислу те речи. 

## Едиција
Основни покретач едиције била је потреба Римокатоличке цркве да одговори нападима протестаната на култ светаца. Зачетник пројекта био је исусовац Хенрик де Росвејд (1569-1629) са својом књигом "Fasti Sanctorum quorum vitae in belgicis bibliothecis manuscriptae asservantur" из 1607. године. Жан Боланд (1596-1665) је наставио његово дело проширивши замисао на житија свих светаца Римокатоличке цркве који би били поређани по литургијском распореду. Јануар је обрађивао сам Боланд, а фебруар је поверио свом најближем сараднику Готфриду Хеншену. Прва два тома за јануар изашла су 1643. године у Антверпену, а следећа три за фебруар 1658. године. Рад се убрзо развио када се двојици оснивача придружио Данијел Папеброх. 
Постоје три периода у издавању Acta Sanctorum. Први је антверпенски (1643-1770), други венецијански (1737-1770), а трећи париски (1773-1870). Антверпенски период обрађивао је Даниел Папенброх. Едиција је стигла до 6. јуна (25 томова), али је прекинута због Папенброхове критике порекла кармелитског реда. Шпански инквизитори ставили су је у индекс забрањених књига. Забрана је повучена већ 1715. године те су боландисти могли несметано да наставе свој рад. Када је едиција дошла до првих дана августа (1773. година), распуштен је ред исусоваца који су из Антверпена морали да се склоне у Брисел. Када је Брисел 1793. године пао под власт Француске током Француских револуционарних ратова, боландисти у паници напуштају Брисел, а њихова библиотека са мноштвом рукописа и житија је расута. 
Ред је обновљен по завршетку Наполеонових ратова (1814), али је успон доживео за време Виктора де Бука. Букова едиција почела је издавати и житија православних светаца на грчком, а касније и на словенским језицима. Боландисти и данас постоје и издају часопис Analecta bollandiana кога је 1882. године основао Карло де Смед. Осим овог тромесечника, боландисти издају и основну серију Acta Sanctorum у три подсерије: Bibliotheca hagiographica latina, Bibliotheca hagiographica graeca и Bibliotheca hagiographica orientalis.